# Matthias Röschner

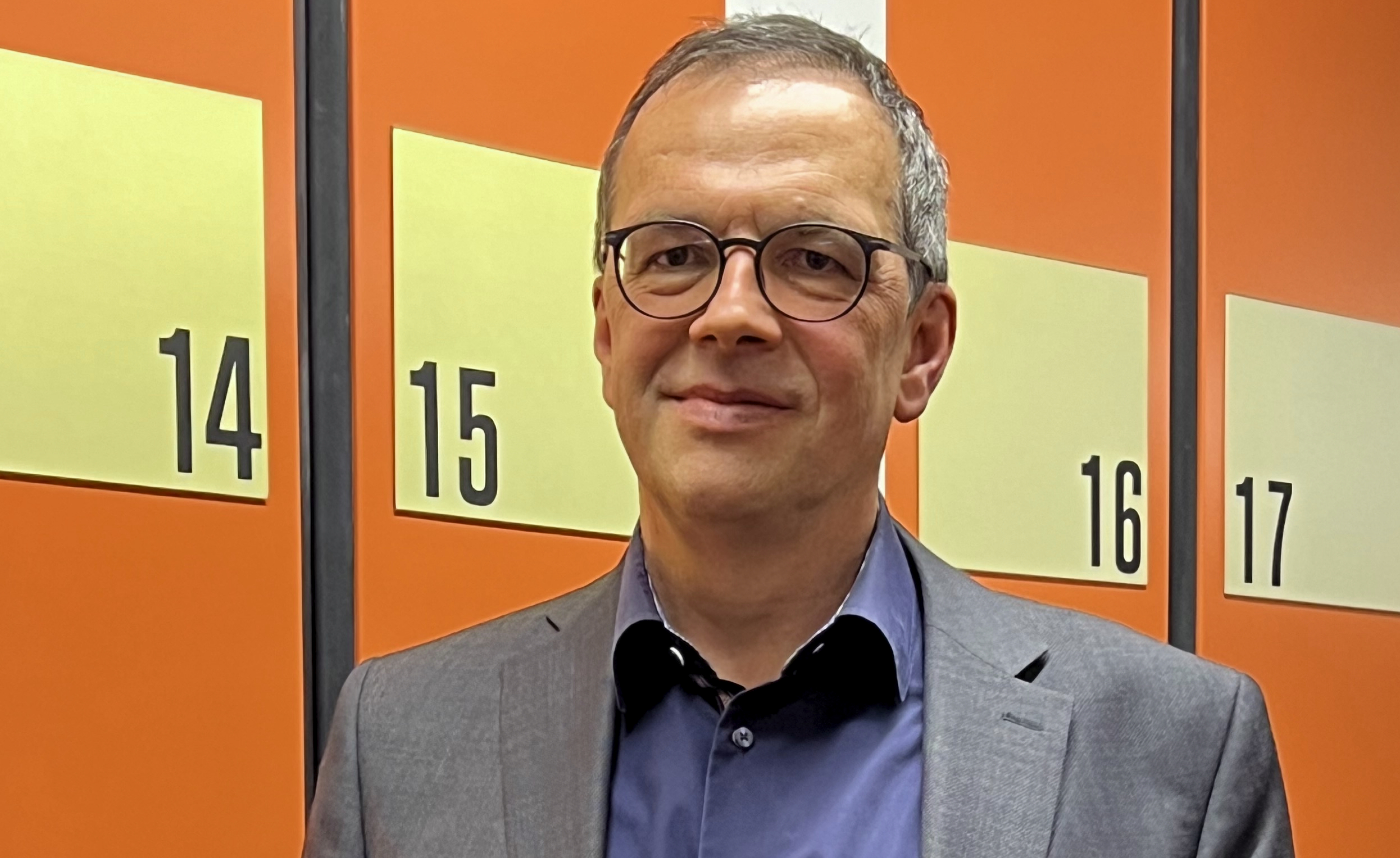
Matthias Röschner, 2024

Matthias Röschner (* 1971 in Dieburg) ist ein deutscher Archivar und Historiker, er ist seit 2021 Leiter des Archivs des Deutschen Museums in München.

## Herkunft und Ausbildung
Röschner ist in Groß-Zimmern (Südhessen) aufgewachsen und machte sein Abitur an der Alfred-Delp-Schule in Dieburg. Er studierte Geschichte und Latein an der Johannes-Gutenberg-Universität in Mainz, wo er 1998 das Magisterexamen ablegte und 2001 mit einer Arbeit zur Hospital- und Krankenhausgeschichte promoviert wurde.

## Beruflicher Werdegang
Von 2002 bis 2004 absolvierte Röschner das Archivreferendariat am Hauptstaatsarchiv Stuttgart und an der Archivschule Marburg. Anschließend war er bis 2009 als wissenschaftlicher Archivar am Staatsarchiv Ludwigsburg tätig. Im Mai 2009 wechselte er als stellvertretender Leiter an das Archiv des Deutschen Museums, dessen Leitung er im Juni 2021 übernahm.

## Forschungstätigkeit
Schwerpunkte der Forschungsarbeit Röschners sind die Geschichte des Deutschen Museums, die Provenienz von Archivbeständen sowie archivwissenschaftliche Themen wie Digitalisierungsstrategien, EDV und Internet im Archiv sowie Bestandserhaltung.
Röschner ist Mitglied der Redaktionsteams des Gemeinschaftsblogs der Archive in der Leibniz-Gemeinschaft und des Gemeinschaftsblogs der Münchner Archive und bloggt selbst dort regelmäßig.

## Gremienarbeit
- Archivar der Gesellschaft Deutscher Naturforscher und Ärzte (GDNÄ)
- Mitglied im Vorbereitungskomitee „Bayerischer Archivtag“
- Jurymitglied für den Bayerischen Archivpreis „Janus“
- Mitglied im Redaktionsbeirat „Archive in Bayern“
- Mitglied im Arbeitskreis Archive in der Leibniz-Gemeinschaft

## Publikationen
In seinen Büchern, Vorträgen, Aufsätzen und in Veranstaltungen wie dem Tag der Archive 
widmet sich Röschner der Geschichte des Deutschen Museums und seiner Objekte sowie archivwissenschaftlichen Themen, wie der Archivpädagogik oder der Bewertung von Foto- und Planbeständen. Er veröffentlichte 2017 zusammen mit Wilhelm Füßl und Andrea Lucas einen ausführlichen Bestandskatalog zu den Dioramen im Deutschen Museum. Zusammen mit Heinz-Peter Brogiato gab er 2020 einen Sammelband zu Spuren der Kolonialgeschichte in den Archiven der Leibniz-Gemeinschaft heraus, das mit dem Publikationspreis des Deutschen Museums ausgezeichnet wurde. Röschner ist zudem Redakteur der Archivzeitschrift des Deutschen Museums ARCHIV-info. Eine ausführliche Publikationsliste ist auf den Webseiten des Deutschen Museums verfügbar.

## Veröffentlichungen (Auswahl)
- Hospital und Residenz. Kranken- und Armenversorgung in Darmstadt, Wiesbaden und Karlsruhe vom Ende des 18. bis in die Mitte des 19. Jahrhunderts. Aachen 2002, ISBN 3832209468.

- Der Geschichtswettbewerb des Bundespräsidenten als Herausforderung für die Staatsarchive. In: Clemens Rehm: Historische Bildungsarbeit. Kompass für Archive? Vorträge des 64. Südwestdeutschen Archivtags am 19. Juni 2003 in Weingarten. Stuttgart 2006, S. 69–80, ISBN 978-3-17-019483-0.

- Das Darmstädter Bürgerhospital auf dem Weg zum Städtischen Krankenhaus. Darmstadt 2007 (Darmstädter Schriften 88), ISBN 9783873902213.

- Auf dem Weg ins Internet. Digitalisierungsprojekte im Archiv. In: Stephan Luther (Hg.): Sind wir fit für das 21. Jahrhundert. Die aus den neuen Technologien erwachsenden Anforderungen an die Archive.[8] Beiträge zur Frühjahrstagung der Fachgruppe 8 im Verband deutscher Archivarinnen und Archivare am 25. und 26. März 2010 an der Technischen Universität Chemnitz. Chemnitz 2011, S. 65–81.

- Förderer und Protektor. Die Rolle Ludwigs III. in der Gründungs- und Aufbauphase des Deutschen Museums. In: Leutheusser, U.; Rumschöttel, H. (Hrsg.): König Ludwig III. und das Ende der Monarchie in Bayern. München 2014, S. 127–144, ISBN 978-3-86906-619-6.

- Geheimdokumente zum deutschen Atomprogramm 1938-1945 im Archiv des Deutschen Museums. Ein Bestand zur Frühgeschichte der deutschen Kernforschung. In: Wachter, Clemens (Hrsg.): Die brisante Akte. Problembehaftete Bestände in Universitäts- und Wissenschaftsarchiven. Leipzig 2016, S. 47–64, ISBN 978-3-96023-011-3.

- mit Wilhelm Füßl und Andrea Lucas: Wirklichkeit und Illusion. Dioramen im Deutschen Museum.[9] München 2017, ISBN 3940396583.

- Matthias Röschner (Hrsg.): Pläne und technische Zeichnungen aus Architektur, Bergbau, Raketentechnik  und Schiffbau – das Gemeinschaftsprojekt DigiPEER. München 2018 (Deutsches Museum Preprint, Heft 19), ISBN 9783873902213.

- Heinz-Peter Brogiato, Matthias Röschner (Hrsg.): Koloniale Spuren in den Archiven der Leibniz-Gemeinschaft. Halle (Saale) 2020, ISBN 9783873902213.

- Die Sprache der Ingenieure. Sammlungskriterien für technische Zeichnungen und Pläne im Archiv des Deutschen Museums. In: Stephan Luther (Hrsg.): Bewertung – Eine Kernaufgabe im Archiv. Frühjahrstagung 2022 der FG 8 im Verband deutscher Archivarinnen und Archivare e. V. Chemnitz 2022, S. 67–77.